# Peter Simonischek

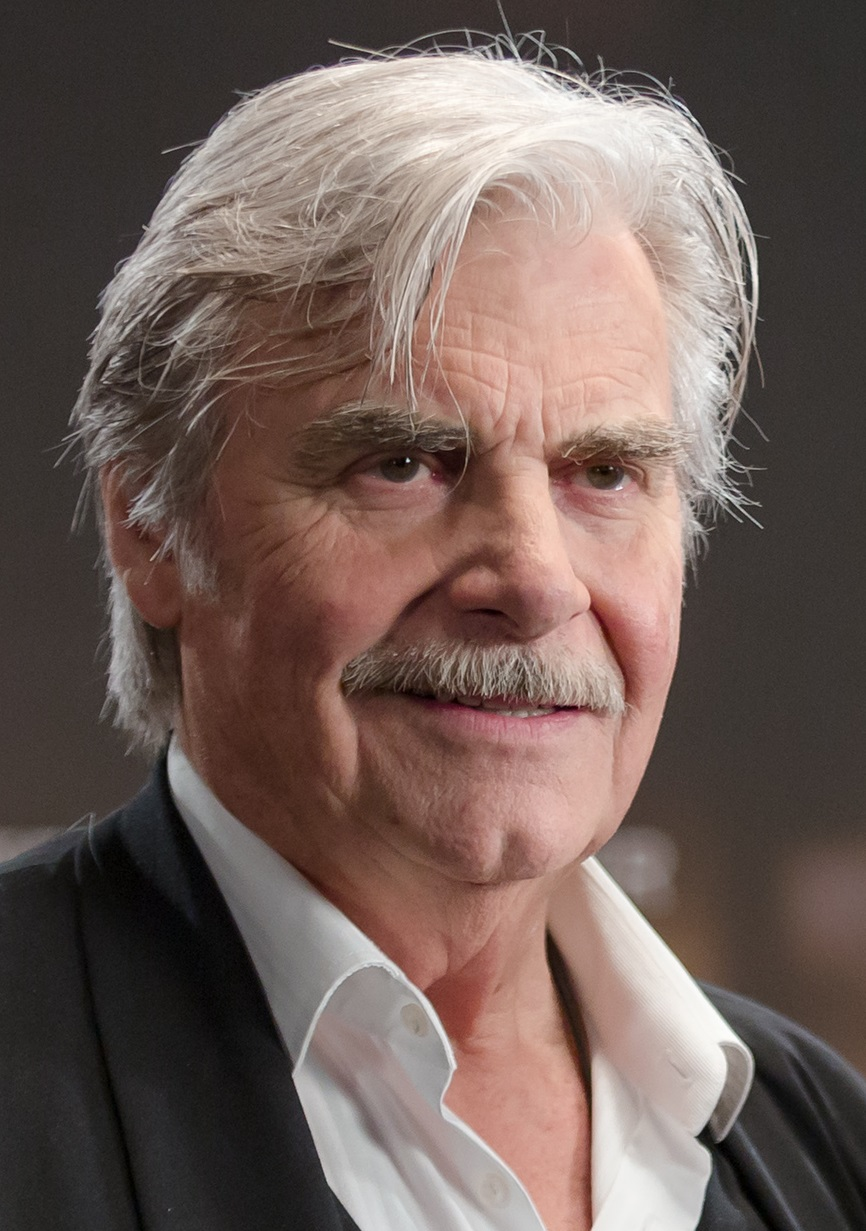
Peter Simonischek (2017)

Peter Maria Simonischek (* 6. August 1946 in Graz; † 29. Mai 2023 in Wien) war ein österreichischer Schauspieler. Ab 1999 war er Ensemblemitglied des Burgtheaters und wurde 2019 zu dessen Ehrenmitglied ernannt. Von 2002 bis 2009 verkörperte er den Jedermann bei den Salzburger Festspielen. International bekannt wurde er 2016 durch seine titelgebende Hauptrolle im komödiantischen Familiendrama Toni Erdmann.

## Leben

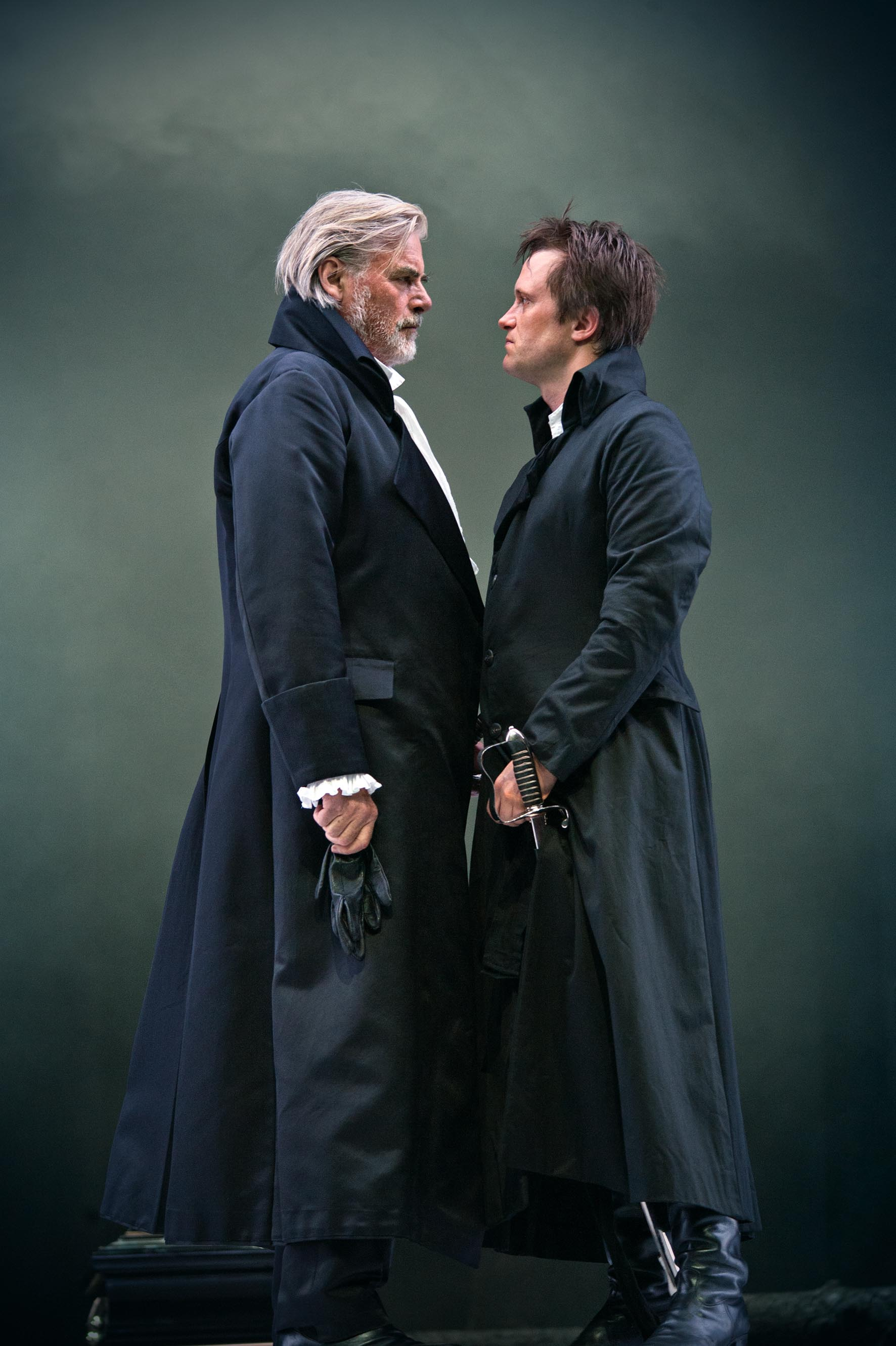
Peter Simonischek und August Diehl in Kleists Prinz von Homburg (Salzburger Festspiele 2012)

Seine Kindheit verbrachte Peter Simonischek im südoststeirischen Markt Hartmannsdorf, wo sein Vater Zahnarzt war. Die Mittelschulzeit verbrachte er im Internat des Stiftsgymnasiums in Sankt Paul im Lavanttal, wo er mehrfach im Schülertheater auftrat. Der Vater wollte, dass er Medizin studiert, wogegen der Sohn sich sträubte. Stattdessen fing er ein Architekturstudium an der Technischen Hochschule Graz an. Auf Druck des Vaters begann er parallel dazu mit einer Zahntechniker-Ausbildung, die er jedoch nicht beendete.
Während seiner Zeit an der Hochschule wuchs Simonischeks Interesse an der Schauspielkunst und er meldete sich heimlich an der Akademie für Musik und darstellende Kunst in Graz an. Nach dem Abschluss des Studiums war er zunächst am Stadttheater St. Gallen, in Bern, am Staatstheater Darmstadt und am Schauspielhaus Düsseldorf engagiert, dann von 1979 bis 1999 als Ensemblemitglied der Berliner Schaubühne unter der Leitung von Peter Stein und später Andrea Breth beschäftigt. Seit der Spielzeit 1999/2000 gehörte Peter Simonischek dem Ensemble des Wiener Burgtheaters an.
Seit 1982 übernahm er Hauptrollen bei den Salzburger Festspielen; von Sommer 2002 bis 2009 die Titelrolle im Jedermann von Hugo von Hofmannsthal. Seit 1995 spielte er in der deutschsprachigen Erstaufführung von Yasmina Rezas Satire Kunst.
Internationale Bekanntheit und großes Lob der Fachkritik brachte Simonischek 2016 die Titelrolle in Maren Ades Spielfilm Toni Erdmann ein. Für den Part eines alternden Musiklehrers, der seine freudlose Manager-Tochter (dargestellt von Sandra Hüller) in der Gestalt eines kauzigen Alter Egos aus der Reserve locken möchte, gewann er im selben Jahr als erster österreichischer Schauspieler den Europäischen Filmpreis als Bester Darsteller.
Im Jahr 2019 wurde Simonischek per Staatsakt zum Ehrenmitglied des Burgtheaters ernannt.

## Privatleben
Simonischeks Vater beging Selbstmord, und es war der junge Simonischek, der die Leiche fand.
Aus der geschiedenen Ehe mit der Schauspielerin Charlotte Schwab stammt der Sohn Max Simonischek, der ebenfalls Schauspieler ist. Seit dem 26. August 1989 war Simonischek mit der Kärntner Schauspielerin Brigitte Karner verheiratet. Ihren Angaben zufolge erarbeitete er fortan alle seine Rollen gemeinsam mit seiner Ehefrau. Aus dieser Ehe hatte er zwei Söhne, den Regisseur Benedikt Simonischek und den Schauspieler Kaspar Simonischek, die ihre musikalische Ausbildung bei den Wiener Sängerknaben erhielten.
Simonischek starb am 29. Mai 2023 nach kurzer, schwerer Krankheit im Alter von 76 Jahren im Kreise seiner Familie in seinem Zuhause in Wien. Er wurde in Markt Hartmannsdorf bestattet.

## Theater (Auswahl)
- Schauspielhaus Graz
  - Baumeister Solneß (Regie: Anna Badora)
  - Imperium (Regie: Götz Spielmann)
- Schaubühne Berlin
  - Drei Schwestern
  - Von Morgens bis Mitternacht
  - Der einsame Weg
  - Amphytrion
- Salzburger Festspiele
  - Torquato Tasso
  - Prometheus
  - Die Hochzeit
  - Der Kirschgarten
  - Jedermann (Tod, Jedermann)
- Burgtheater Wien
  - John Gabriel Borkman
  - Fiesco
  - Der jüngste Tag
  - Das Käthchen von Heilbronn
  - Traum im Herbst von Jon Fosse, Uraufführung
  - Letzter Aufruf von Albert Ostermaier, Uraufführung
  - Die Jungfrau von Orleans
  - Der Unbestechliche (Theodor)
  - Die Ziege oder Wer ist Sylvia? (Regie: Andrea Breth)
  - Zu ebener Erde und erster Stock (Regie: Anselm Weber)
  - Ein Sommernachtstraum (Regie: Theu Boermans)
  - Kunst von Yasmina Reza
  - Der Ignorant und der Wahnsinnige von Thomas Bernhard (Regie: Jan Bosse)
- Zürich
  - Der Schwierige

## Filmografie
- 1974: Die Auslieferung
- 1980: Das eine Glück und das andere (Fernsehfilm)
- 1983: Herrenjahre (Fernsehfilm)
- 1986: Drei Schwestern (Fernsehfilm)
- 1986: Lenz oder die Freiheit (TV-Mehrteiler)
- 1987: Die Puppe
- 1988: Fürchten und Lieben (Paura e amore)
- 1989: Sukkubus – Den Teufel im Leib
- 1989: Die Affäre Rue de Lourcine (Fernsehfilm)
- 1990: Der veruntreute Himmel (Fernsehfilm)
- 1990: Der achte Tag
- 1990: Derrick (Fernsehserie, Folge 184)
- 1991: Erfolg
- 1991: Der einsame Weg (Fernsehfilm)
- 1992: Der Berg
- 1992: Krücke
- 1994: Tief oben
- 1994: Kein Platz für Idioten (Fernsehfilm)
- 1995: Tödliches Geld (Fernsehfilm)
- 1995: Die Grube (Fernsehfilm)
- 1996: Der Blinde (Fernsehfilm)
- 1996: Stockinger (Fernsehserie, eine Folge)
- 1997: Kunst (Fernsehfilm)
- 1997: Agentenfieber (Fernsehfilm)
- 1997: Reise in die Dunkelheit (Fernsehfilm)
- 1998: Babyhandel Berlin – Jenseits aller Skrupel (Assignment Berlin)
- 1998: Liebe deine Nächste
- 1998: Speer (Fernsehfilm)
- 1998: HeliCops – Einsatz über Berlin (Fernsehserie)
- 1999: Beresina oder Die letzten Tage der Schweiz
- 2000: Vertrauen ist alles (Fernsehfilm)
- 2000: Liebst du mich (Fernsehfilm)
- 2001: Blumen für Polt (Fernsehfilm)
- 2002: Gebürtig
- 2003: Alles Glück dieser Erde (Fernsehfilm)
- 2003: Hierankl
- 2004: Jedermann (Fernsehfilm)
- 2004: Daniel Käfer – Die Villen der Frau Hürsch (Fernsehfilm)
- 2005: Einmal so wie ich will (Fernsehfilm)
- 2006: Tatort: Der schwedische Freund (Fernsehreihe)
- 2007: Einsatz in Hamburg – Die letzte Prüfung (Fernsehreihe)
- 2007: Eine folgenschwere Affäre (Fernsehfilm)
- 2008: Daniel Käfer – Die Schattenuhr (Fernsehfilm)
- 2008: Bella Block: Falsche Liebe (Fernsehreihe)
- 2008: Gott schützt die Liebenden (Fernsehfilm)
- 2008: Mozart in China
- 2009: Anna und der Prinz (Fernsehfilm)
- 2010: Tod in Istanbul (Fernsehfilm)
- 2011: Der Alte (Fernsehserie, eine Folge)
- 2011: Liebesjahre (Fernsehfilm)
- 2012: Ludwig II.
- 2012: Bella Block: Unter den Linden (Fernsehreihe)
- 2012: Biest
- 2013: Rubinrot
- 2013: Der Kaktus (Fernsehfilm)
- 2013: Bella Block: Hundskinder (Fernsehreihe)
- 2013: Bella Block: Angeklagt
- 2014: Clara Immerwahr
- 2014: Saphirblau
- 2014: Verhängnisvolle Nähe
- 2016: Toni Erdmann
- 2016: Lou Andreas-Salomé
- 2016: Bergfried
- 2016: Die Welt der Wunderlichs
- 2016: Das Sacher
- 2016: Smaragdgrün
- 2017: Nur Gott kann mich richten
- 2018: Dolmetscher (The Interpreter)
- 2018: Kursk
- 2019: Crescendo
- 2021: An seiner Seite
- 2022: Phantastische Tierwesen: Dumbledores Geheimnisse (Fantastic Beasts: The Secrets of Dumbledore)
- 2022: Lieber Kurt
- 2022: Kranitz – Bei Trennung Geld zurück (Fernsehserie, eine Folge)
- 2023: Der vermessene Mensch

## Hörspiele und Hörbücher
- 1997: Paul Maar: Ein Sams für Martin Taschenbier, Regie: Michael Orth. Rolle: Herr Daume[13]
- 1997: Ingrid Noll: Der Hahn ist tot – Regie: Ulrike Brinkmann (Kriminalhörspiel – DLR Berlin)
- 1998: Martin Ebbertz: Armes Ferkel Anton; Hörbuch. Regie: Ralph Schäfer. Deutsche Grammophon / Polygram, Hamburg, ISBN 978-3-8291-0803-4.
- 1998: Michael Köhlmeier: Mein privates Glück – Regie: Robert Matejka (Hörspiel – NDR/DLR Berlin/ORF)
- 2002: Elias Canetti: Die Blendung (2 Teile); Regie: Robert Matejka (DLR Berlin/BR/ORF)
- 2004: Nikos Kazantzakis: Alexis Sorbas. Langen-Müller, München, ISBN 978-3-7844-4031-6.
- 2007: Leo Perutz: Der Meister des Jüngsten Tages. Hörbuch Hamburg, HHV, Hamburg
- 2008: Franz Kafka: Der Verschollene. Universal Music Group, Berlin, ISBN 978-3-8291-2081-4.
- 2008: Thomas Bernhard, Siegfried Unseld: Briefwechsel. Der Hörverlag, München, ISBN 978-3-86717-275-2.
- 2008: Adalbert Stifter: Der Waldgänger. Hoffmann und Campe, Hamburg, ISBN 978-3-455-30530-2.
- 2009: Joseph Roth: Triumph der Schönheit. Meistererzählungen. Diogenes, Zürich 2009, ISBN 978-3-257-80906-0. (enthält außerdem: Barbara, April, Erdbeeren, Stationschef Fallmerayer, Die Büste des Kaisers).
- 2009: Hans-Georg Behr: Fast ein Nomade. Osterwold Audio, Hamburg, ISBN 978-3-86952-005-6.
- 2010: Thomas Bernhard: Der Keller. Der Audio Verlag, Berlin, ISBN 978-3-89813-984-7
- 2015: Franz Kafka: Die Verwandlung. Der Audio-Verlag, Berlin, ISBN 978-3-86231-564-2.
- 2017: Heimito von Doderer: Die Strudlhofstiege oder Melzer und die Tiefe der Jahre. Der Audio-Verlag, Berlin, ISBN 978-3-7424-0229-5.
- 2022: Thomas Bernhard: Der Theatermacher – Bearbeitung und Regie: Leonhard Koppelmann – Hörspielbearbeitung – ORF/Ö1 mit Brigitte Karner und Kaspar Simonischek[14][15]

## Ehrungen und Auszeichnungen
- 1989: Deutscher Kritikerpreis
- 1998: Mitglied der Deutschen Akademie der Darstellenden Künste
- 1999: Österreichisches Ehrenkreuz für Wissenschaft und Kunst
- 2001: Goldenes Ehrenzeichen des Landes Steiermark
- 2003: Großes Goldenes Ehrenzeichen des Landes Steiermark[16]
- 2003: ORF-Hörspielpreis
- 2004: Mitglied der Akademie der Künste in Berlin
- 2004: Nestroy-Nominierung als bester Schauspieler
- 2006: Verleihung des Professorentitels durch den österreichischen Bundespräsidenten
- 2006: Goldenes Verdienstzeichen des Landes Wien
- 2008: Deutscher Hörbuchpreis als bester Interpret für Der Meister des Jüngsten Tages von Leo Perutz
- 2009: Nestroy-Nominierung als bester Schauspieler für Baumeister Solneß am Schauspielhaus Graz
- 2010: Deutscher Hörbuchpreis in der Kategorie Beste Information für seine Lesung (zusammen mit Gert Voss) Thomas Bernhard/Siegfried Unseld: Briefwechsel (der hörverlag, München)
- 2012: Grimme-Preis für Liebesjahre
- 2016: international actors award.cologne beim Film Festival Cologne
- 2016: Festival du Nouveau Cinema (FNC) in Montreal – bester Schauspieler[17]
- 2016: Europäischer Filmpreis für Toni Erdmann (Bester Darsteller)
- 2017: Ernst-Lubitsch-Preis für Toni Erdmann
- 2017: Österreichischer Filmpreis in der Kategorie Bester männlicher Darsteller
- 2017: Platin-Romy für das Lebenswerk[18]
- 2017: Deutscher Filmpreis in der Kategorie Beste männliche Hauptrolle für Toni Erdmann
- 2017: Österreicher des Jahres in der Kategorie Kulturerbe[19]
- 2018: Deutscher Schauspielpreis – Ehrenpreis „Lebenswerk“[20]
- 2018: Nestroy-Theaterpreis – Auszeichnung in der Kategorie Bester Schauspieler für seine Darstellung des Afzal in The Who and the What am Akademietheater
- 2019: Ehrenmitglied des Burgtheaters[21]
- 2022: Ehrendoktorwürde der Kunstuniversität Graz[22]

## Bücher
- Peter Simonischek: Ich stehe zur Verfügung. Im Gespräch mit Andres Müry. Amalthea Verlag, Wien 2006, ISBN 3-85002-567-5; enthält Audiobook-CD mit Lesung von Arthur Schnitzler: Die Toten schweigen und Die Frau des Weisen.
- Peter Simonischek (mit Saskia Jungnikl): Kommen Sie näher. Molden Verlag, Wien 2023, ISBN 978-3-222-15120-0.

### Nachrufe
- Christine Dössel: Steirischer Prachtkerl. Er glänzte am Wiener Burgtheater, im Film „Toni Erdmann“ und als idealer „Jedermann“. Zum Tod von Peter Simonischek. In: Süddeutsche Zeitung, 30. Mai 2023. (Online auf sueddeutsche.de, abgerufen am 31. Mai 2023)
- Wolfgang Höbel: Kraftmeier mit Zartgefühl. Er brachte es als Bilderbuchmann und eleganter Komiker zu Theaterruhm – und feierte ausgerechnet als Freak in »Toni Erdmann« seinen größten Kinoerfolg. Nun ist Peter Simonischek mit 76 Jahren gestorben. Ein Nachruf. In: Der Spiegel online, 30. Mai 2023. (Online auf spiegel.de, abgerufen am 31. Mai 2023)
- Simon Strauß: Peter Simonischek gestorben. Ein wunderbarer Wandelschauspieler. In: Frankfurter Allgemeine Zeitung, 30. Mai 2023. (Online auf faz.net, abgerufen am 31. Mai 2023)
- Peter von Becker: Nachruf auf Peter Simonischek: Ein bodenständiger Träumer. Endgültig berühmt wurde Peter Simonischek mit seinem oscarreifen Filmauftritt als „Toni Erdmann“. Da hatte er schon eine lange Theaterkarriere hinter sich. Nun ist er mit 76 Jahren gestorben. In: Der Tagesspiegel, 31. Mai 2023, S. 28. (Online auf tagesspiegel.de, abgerufen am 31. Mai 2023)
- Paul Jandl: In der Komik lauert das Tragische. Der österreichische Schauspieler Peter Simonischek beherrschte die Kunst, auf der Bühne ganz leicht zu werden. In: Neue Zürcher Zeitung, 31. Mai 2023, S. 32.

- Margarete Affenzeller: Meister der feinen Wucht. Peter Simonischek besaß Gespür für tragische und komödiantische Figuren gleichermaßen, grollende Stimme und Zerbrechlichkeit waren bei ihm kein Widerspruch. Jetzt ist der Burgschauspieler 76-jährig in Wien gestorben. In: Der Standard, 31. Mai 2023, S. 1 und 23. (Unter dem geänderten Titel: 1946–2023. Burgschauspieler Peter Simonischek 76-jährig gestorben. Simonischek war an Theatern im ganzen deutschsprachigen Raum aktiv. Im Film feierte er als „Toni Erdmann“ seinen größten Erfolg online auf derstandard.de, abgerufen am 31. Mai 2023. Dort auch mit Reaktionen von Politik und Kultur zum Tod von Peter Simonischek.)
- Peter Kümmel: Das elegante Verblühen. Der große österreichische Schauspieler Peter Simonischek ist tot. In: Die Zeit, 1. Juni 2023, S. 54. (Online auf zeit.de, 30. Mai 2023, abgerufen am 5. Juni 2023.)